# Monarchs de Monroe
Les Monarchs de Monroe (Monroe Monarchs en anglais) est un club de baseball professionnel américain, basé à Monroe, en Louisiane, qui a évolué dans les ligues dites « nègres » de la fin des années 1920 au milieu des années 1930. Club de baseball mineur, le club est affilié aux Monarchs de Kansas City, club de baseball majeur évoluant également dans les ligues noires.
Le club est créé par Fred Stovall, millionnaire texan qui a fait fortune dans le pétrole, qui a plus tard été un soutien financier important de la Negro Southern League. Durant les années 1930, à une époque de ségrégation raciale stricte dans le baseball américain, le public des matches des Monarchs était composé de blancs et de noirs. L'un des plus grands joueurs du club est Hilton Smith (en), membre du Temple de la renommée du baseball.